# كأس الاتحاد الإنجليزي 2016–17
كأس الاتحاد الإنجليزي 2016–17 (بالإنجليزية: 2016–17 FA Cup)‏ هو الموسم 136 من  كأس الاتحاد الإنجليزي. أقيم خلال الفترة 5 أغسطس 2016 وحتى 27 مايو 2017، والذي يشرف على تنظيمه الاتحاد الإنجليزي لكرة القدم، وفاز فيه نادي أرسنال.